# Божидар (поет)
Богдан Петрович Гордеев, познат с творческия си псевдоним Божидар, е руски поет, спадащ към течението на футуризма. Приживе издава само една стихосбирка, като налага „разпяването“ като ритмична структура, комбинирайки различни стихотворни стъпки. В стиховете си обръща внимание на разпада на синтаксиса, паузите в стиха, славянизирана лексика и комбинация на букви от кирилицата и латиницата при стилизиране.

## Биография
Роден е през 1894 г. Баща му е професор в Харковския ветеринарен институт, а майка му е учителка по литература. Гордеев рано развива различни интереси – изучава санскрит, свири на пиано, занимава се с гравюра. Завършва гимназия със златен медал за отличен успех.
Като юноша изпитва влияние от творбите на Лев Толстой, Хенри Дейвид Торо, Артюр Рембо, картините на Пол Гоген. Един от първите му литературни опити е романът „Егоист“, под влиянието на идеите на Едгар Алън По и Фридрих Ницше. Най-голямо влияние върху поезията му обаче оказва Велимир Хлебников, което е решаващо за избора му на псевдоним – южнославянското име Божидар. Тематично Божидар бива повлиян от европейските представители на романтизма през XIX век.
Част е от футуристичната група „Центрофуга“. Заедно с Николай Асеев и Григорий Петников създават издателство „Лирен“. Единствената стихосбирка на Божидар – „Бубен“ е втората книга, която издава „Лирен“. Участва и в сборника на „Центрофуга“ „Руконог“ със стихотворението си „Niti“. Освен това пише и поемата „Мария“, която бива издадена чак след смъртта му.
Самоубива се на 7 септември 1914 г., като се обесва в гората близо до село Бабки. Според някои версии причината е началото на Първата световна война, а според други – депресия вследствие на несподелена любов към авангардната художничка Мария Синякова.
През 1916 г. излиза второ, допълнено издание на „Бубен“, което представя и нови стихотворения. Същата година е издаден и трактатът на Божидар „Распевочное единство“, в който той развива теоретично своя експериментален стил, ритмичните комбинации и новите техники на изразяване. Според литературоведа Михаил Гаспаров стилът на Божидар представлява "систематична до болезност разработка на ""мимолетните открития" на Хлебников". Самият Хлебников включва Божидар посмъртно в своето утопично общество „Председатели на земното кълбо“.
През 1919 г. Григорий Петников публикува негова проза в списание „Пути творчества“.